# 王旺盛
王旺盛（1972年3月—），男，蒙古族，辽宁朝阳人，中华人民共和国政治人物。曾任赤峰市人民政府市长，内蒙古自治区生态环境厅厅长。现任中国共产党呼伦贝尔市委员会书记。